# مونتوپولی ین وال دآرنو
مونتوپولی ین وال دآرنو (به ایتالیایی: Montopoli in Val d'Arno) یک کومونه در ایتالیا است که در استان پیزا واقع شده‌است. مونتوپولی ین وال دآرنو ۲۹٫۹ کیلومترمربع مساحت و ۱۱٬۰۱۲ نفر جمعیت دارد و ۹۸ متر بالاتر از سطح دریا واقع شده.

## خواهرخوانده
شهر Torella dei Lombardi خواهرخواندهٔ مونتوپولی ین وال دآرنو هست.